# Pays de Haute-Saintonge
 (juillet 2025).
Motif : Sans sources.
- Archive Wikiwix
- Bing
- Cairn
- DuckDuckGo
- E. Universalis
- Gallica
- Google
- G. Books
- G. News
- G. Scholar
- Persée
- Qwant
- (zh) Baidu
- (ru) Yandex
- (wd) trouver des œuvres sur Wikidata

| 1. | Préciser le motif de la pose du bandeau. | Précisez le motif de la pose du bandeau en utilisant la syntaxe suivante : {{admissibilité à vérifier\|date=juillet 2025\|motif=remplacez ce texte par le motif}}                            |
| 2. | Informer les utilisateurs concernés.     | Pensez à avertir le créateur de l'article, par exemple, en insérant le code ci-dessous sur sa page de discussion : {{subst:avertissement admissibilité à vérifier\|Pays de Haute-Saintonge}} |

Le Pays de Haute-Saintonge est une structure de regroupement de collectivités locales françaises située en Haute Saintonge, dans le département de la Charente-Maritime et la région Nouvelle-Aquitaine. Son président élu en 2008 est Claude Belot.

## Description
En 1976 est créé le conseil pour le développement du Pays de Haute-Saintonge. La structure évolue en pays regroupant 133 communes le 10 juillet 1996. En juin 2005 est créé un conseil de développement du pays.

## Communes membres
Le pays regroupe deux communautés de communes représentant 133 communes :
- la communauté de communes de la Haute-Saintonge (1 631 km²);
- la communauté de communes de la Région de Pons (138,47 km²).

La dissolution de la seconde structure au profit de la première le 1er janvier 2014 entraîne la fin du Pays.